# Bukovany (district d'Olomouc)
Pour les articles homonymes, voir Bukovany.
Bukovany (en allemand : Bukowan) est une commune du district et de la région d'Olomouc, en République tchèque. Sa population s'élevait à 649 habitants en 2020.

## Géographie
Bukovany se trouve à 7 km à l'est du centre d'Olomouc et à 216 km à l'est-sud-est de Prague.
La commune est limitée par Olomouc au nord et à l'est, par Velká Bystřice au sud et par Bystrovany à l'ouest.

## Histoire
La première mention écrite de la localité date de 1131.